# 敖和
敖和（1431年—？），字正樂，江西瑞州府高安縣人，明朝政治人物。進士出身。

## 生平
江西鄉試第三十九名。天順八年（1464年）进士，官至云南按察司佥事。

## 家族
曾祖父敖伯仁。祖父敖用暉。父亲敖福川。